# Фомин, Яков Ефимович
Яков Ефимович Фомин (1885, станица Еланская — 16 марта 1922, хутор Кривовский) — донской казак, участник Гражданской войны, неоднократно менявший сторону. Больше всего известен как руководитель локального восстания против советской власти в 1921–1922 годах, и в этом качестве изображён в романе Михаила Шолохова «Тихий Дон».

## Биография
Родился в 1885 году на хуторе Рубёжный станицы Еланской Донецкого округа области Войска Донского, где и вырос. Донской казак. Служил в столичном Казачьем лейб-гвардии полку, пока в 1911 году не демобилизовался в звании урядника. В 1914 году ушёл на фронт Первой мировой войны, служил в 52-м казачьем полку, стал старшим урядником, в 1917 году – член полкового дисциплинарного суда.
Во время Гражданской войны к концу 1918 года воевал на стороне белых в составе 28-го Донского казачьего полка. В декабре взбунтовал полк и повёл его в тыл, где 28 января 1919 года взял c ходу Вёшенскую, где находился штаб северного фронта белоказаков и окружное атаманское начальство. На своем пути мятежный полк уничтожал линии связи, нарушал пути снабжения фронта, разоружал тыловые и резервные части. Фомин стал окружным военным комиссаром, затем помощником военного комиссара. Когда через 2 месяца там началось антисоветское восстание, он проявил мужество и бесстрашие в неравном бою, сумел спасти свой отряд от разгрома и избежал окружения. Затем служил в красных казачьих войсках Филиппа Миронова. Дослужившись в его частях до командира 1-го Донского полка, вместе с Мироновым был арестован по подозрению в мятежных намерениях, однако позже они были оправданы и помилованы. После суда и помилования – командир эскадрона в полку немцев Поволжья в Донской советской кавалерийской дивизии. Во главе своего подразделения участвовал в разгроме белогвардейских войск на территории Донской области.
В марте 1920 года был назначен командиром караульного эскадрона проходившей продразвёрстки. 12 марта 1921, протестуя против этой системы заготовок, взбунтовал свой эскадрон против Советской власти под лозунгом «За народную власть без коммунистов». Под его командованием находились, по разным данным, от нескольких десятков до пары сотен казаков, долгое время уклонявшихся от решающего сражения с частями РККА и ЧОН. В середине марта 1922 года красноармейцы настигли отряд Фомина и в нескольких боях почти полностью уничтожили. Сам Фомин и его заместитель Степан Толстов погибли в последнем из боёв, 16 марта, на хуторе Кривовском.
Существует версия, что Я. Фомин сумел избежать смерти и эмигрировал в Италию, где в 1950-е годы работал в Риме костюмером в театре или имел собственную мастерскую по пошиву.

## Семья
- Жена Фомина, Прасковья Кузьминична, во время восстания была арестована, допрашивалась, затем утоплена красными в Мигулянке (залив Дона).
- Сын Давид (1905 года рождения) во время восстания находился при отце, а после гибели последнего вернулся в Рубёжный, позднее женился и добровольно вступил в колхоз. В 1930 году власти вспомнили о сыне мятежника, по постановлению коллегии ОГПУ от 13 ноября 1930 года он был впервые репрессирован за контрреволюционную деятельность по статьям 58-2 и 58-11 УК РСФСР и подвергнут ссылке в Северный край на 3 года. В результате последовавшего ряда арестов, ссылок и заключений Давид умер в Коми в 1943 году (в 1989 был посмертно реабилитирован).
- Дочь Наталья (1907 года рождения) и её потомки проживали в Вёшенской.